# Muhammet İrfan Çintımar
Muhammet İrfan Çintımar (geboren am 16. Juli 1997) ist ein ehemaliger türkischer Skispringer.

## Werdegang
Seine ersten internationalen Wettbewerbe unter dem Dach der Fédération Internationale de Ski absolvierte Muhammet İrfan Çintımar, zunächst vorwiegend im FIS Cup ab 2010. Er nahm an den Nordischen Junioren-Skiweltmeisterschaften 2010 in Hinterzarten teil, wo er im Einzelspringen von der Normalschanze den 78. Platz erreichte.
Drei Jahre später war er Teilnehmer beim Europäischen Olympischen Winter-Jugendfestival 2013 im rumänischen Râșnov, wo er wiederum im Einzelspringen von der Normalschanze auf den 38. Rang sprang. Bei den Junioren-Skiweltmeisterschaften 2014 im italienischen Predazzo erreichte er in dem gleichen Wettbewerb den 61. Platz. Am 15. März 2014 gab er gegen Ende der Saison 2013/14 mit einem 45. Platz im russischen Nischni Tagil sein Debüt im Skisprung-Continental-Cup, in dem er ab der Saison 2014/15 in unregelmäßigen Abständen startete.
Bei den Junioren-Skiweltmeisterschaften 2015 in Almaty steigerte er sich im Einzelspringen auf den 53. Platz. Im darauffolgenden Jahr wurde er im Einzelspringen 46. bei den Nordischen Junioren-Skiweltmeisterschaften 2016 in Râșnov. Zudem gewann er in der Saison 2015/16 den FIS-Carpath-Cup. Im Winter 2016/17 gewann er in Erzurum mit einem 17. sowie einem 15. Rang seine ersten Continental-Cup-Punkte. Nach dem 33. Platz im Einzel bei der Winter-Universiade 2017 in Almaty wurde er 124. der Continental-Cup-Gesamtwertung.
Im Sommer 2017 debütierte er am 27. August in Hakuba im Skisprung-Grand-Prix. Dabei erzielte er den 46. Platz. Im Continental Cup erreichte er seine nächste Punkteplatzierung erst im Sommer 2021 am 17. Juli in Kuopio, als er auf Rang 30 sprang. In der Weltcup-Saison 2021/22 startete er regelmäßig in den Qualifikationsdurchgängen der dazugehörigen Wettbewerbe. In Lahti, wo die Qualifikation witterungsbedingt ausfiel und daher alle Athleten zum Wettkampf antreten durften, gab er am 25. Februar 2022 seinen Einstand im Skisprung-Weltcup.
Çintımar nahm als einer von drei Türken an der Skiflug-Weltmeisterschaft 2022 in Vikersund teil, schied dort aber in der Qualifikation für das Einzelfliegen aus.
Çintımar trat im Sommer 2025 zurück, um künftig als Trainer tätig zu sein.

## Statistik

### Continental-Cup-Platzierungen
| Saison  | Sommer | Sommer | Winter | Winter | Gesamt | Gesamt |
| Saison  | Platz  | Punkte | Platz  | Punkte | Platz  | Punkte |
| ------- | ------ | ------ | ------ | ------ | ------ | ------ |
| 2016/17 | —      | —      | 094.   | 0030   | 124.   | 0030   |
| 2021/22 | 101.   | 0001   | —      | —      | 152.   | 0001   |